# Omveje til frihed
|  | Denne artikel er oprettet af botten PalnaBot ud fra en ekstern database. Den kan derfor have sproglige fejl eller mangler. Denne skabelon kan fjernes efter kontrol af indholdet. |

Omveje til frihed er en dansk dokumentarfilm fra 2001 skrevet og instrueret af Sidse Stausholm og Mikala Krogh.

## Handling
1995 blev et skæbnesvangert år for den 23-årige A'a'me Nameth. Et forsøg på at smugle narko med moderen i Thailand endte fatalt, og A'a'me blev idømt 30 års fængsel. Hun løslades efter fire et halvt år og modtages af veninden Sidse Stausholm, der i denne film skildrer A'a'mes første nervøse møde med friheden og tiden efter. Filmen eftersøger også forklaringen på, hvorfor A'a'me blev narkosmugler. I interviews, daglige samtaler og smalfilm fra A'a'mes barndom kommer man tættere på pigen, der voksede op med en hippie-mor på hårde stoffer. Det er historien om et tæt mor/datter-forhold, om at elske sin mor på trods af grove omsorgssvigt - og om at komme videre efter sit livs dumhed.